# The Devil's Double
The Devil's Double (br: O Dublê do Diabo) é um filme produzido nos Estados Unidos  em 2011, escrito por Michael Thomas baseado no livro The Devil's Double escrito por Latif Yahia que é um dos livros que ele escreveu contando sua versão da história, e dirigido por Lee Tamahori.

## Sinopse
Baseado em uma história real, no Iraque dos anos 80, durante a adolescência, Uday Hussein, primogênito do ditador iraquiano Saddam Hussein, estudava com um colega de escola parecido com ele, Latif Yahia. Aos 23 anos, Yahia teria sido "convencido" pelo governo a passar por cirurgias plásticas para ficar mais parecido com Uday se passando por seu sósia - substituindo ele em aparições públicas. Depois de sobreviver a 11 tentativas de assassinato contra o filho de Saddam, Yahia conseguiu fugir do Iraque meia década depois, em 1991. Conseguiu asilo na Inglaterra e ficou escondido de agentes de Saddam que queriam encontrá-lo.

## Elenco
- Dominic Cooper... Uday Hussein / Latif Yahia
- Ludivine Sagnie ...Sarrab
- Raad Rawi...Munem
- Philip Quast...Saddam Hussein / Faoaz